# Аляб'євський
Аля́б'євський (рос. Алябьевский) — селище у складі Совєтського району Ханти-Мансійського автономного округу Тюменської області, Росія. Адміністративний центр та єдиний населений пункт Аляб'євського сільського поселення.
Населення — 2275 осіб (2017, 2446 у 2010, 2438 у 2002).